# إد هارينجتون
إد هارينجتون (بالإنجليزية: Ed Harrington)‏ هو لاعب كرة القدم الكندية أمريكي، ولد في 8 فبراير 1941 في مقاطعة تشوكتاو في الولايات المتحدة، وتوفي في 26 نوفمبر 2011 في ويست نيبسينغ في كندا.